# Pelagra
Pelagra – choroba wynikająca z niedoboru w diecie niacyny lub jej prekursora – tryptofanu, charakteryzująca się objawami skórnymi, neurologicznymi i jelitowymi. Schorzenie rozwija się głównie wskutek niewłaściwego odżywiania, szczególnie diet opartej na kukurydzy, ubogiej w niezbędne składniki odżywcze. Dawniej pelagra była mylnie uważana za chorobę zakaźną, jednak badania epidemiologiczne i eksperymenty potwierdziły jej etiologię niedoborową. Skuteczne leczenie i profilaktyka opierają się na uzupełnianiu niedoboru niacyny oraz tryptofanu.

## Przyczyna, przebieg, objawy
Pelagra jest skutkiem niedoboru niacyny (witaminy B3 – kwasu nikotynowego lub niacynamidu), znanej także jako witamina PP (pelagra preventing factor), oraz L-tryptofanu – egzogennego aminokwasu przekształcanego w wątrobie do niacyny. Choroba przebiega z objawami wielonarządowymi i w przypadku późnego rozpoznania oraz nieprawidłowego leczenia może prowadzić do zgonu. Typowy przebieg pelagry oddaje akronim „3D”:
- dermatitis – stan zapalny skóry,
- diarrhea – biegunka,
- dementia – otępienie.

Czasem dodaje się czwarte „D”: death – śmierć.

## Historia badań nad pelagrą
Pierwszy opis pelagry sporządził w 1735 roku Gaspar Casal, który zaobserwował ją u ubogich chłopów z Asturii i powiązał z dietą opartą na kukurydzy i ubogą w mięso. Nazwał chorobę mal de la rosa ze względu na charakterystyczne zmiany skórne. Jego opis upowszechnił Juan Sevillano w 1762 roku. W 1755 roku François Thieri opublikował pierwszy traktat o pelagrze, a jeden z objawów nazwano „objawem Casala”. W 1771 roku Francesco Frapolli wprowadził nazwę pellagra (od wł. pella agra – „szorstka skóra”). Choroba szerzyła się ponad sto lat, szczególnie w Lombardii, gdzie w 1862 roku odnotowano 39 tys. przypadków wśród 2,5 mln mieszkańców; określano ją również jako „rumień lombardzki”.
W 1810 roku Giovanni Battista Marzari wysunął hipotezę o braku istotnego składnika w kukurydzy, która jednak nie została przyjęta. Pod koniec XIX wieku przeważała teoria infekcyjna. Cesare Lombroso obwiniał toksynę grzyba Sporisorium maidis, a Louis Sambon – meszki Simulium reptans, choć sam później podważył tę tezę, wskazując na przypadki pelagry w rejonach wolnych od owadów. W 1892 roku William Osler powiązał chorobę z nadmiernym spożyciem kukurydzy, zwłaszcza zepsutej lub sfermentowanej.
W 1909 roku Claude Hervey Lavinder, zakładając zakaźną etiologię pelagry, przeprowadził eksperymenty na zwierzętach, podając im krew i ekstrakty od chorych, jednak nie uzyskał efektu zakażenia. Badania te zapoczątkowały szersze prace, które ostatecznie podważyły teorię infekcyjną. Kazimierz Funk zaliczył pelagrę do chorób niedoborowych i wprowadził termin „witamina”, który upowszechnił się w 1912 roku. Teoria ta zyskała poparcie m.in. Amerykańskiego Towarzystwa Klinicznego i Klimatologicznego. W tym samym roku Stewart Ralph Roberts opublikował książkę Pellagra: History, Distribution, Diagnosis, Prognosis, Treatment, Etiology, w której podkreślał, że skuteczne leczenie pelagry wymaga zrównoważonej diety zawierającej mleko, jaja, mięso, owoce i warzywa.

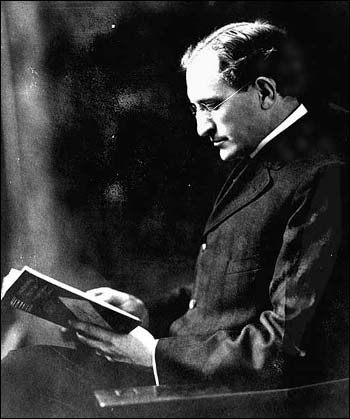
Joseph Goldberger

Przełom w badaniach nad pelagrą przyniósł Joseph Goldberger, specjalista chorób zakaźnych, który w 1914 roku objął kierownictwo National Association for the Study of Pellagra. Wraz z Edgarem Sydenstrickerem sformułował teorię, że choroba wynika z niedoborowej diety ubogich mieszkańców południowych stanów USA, co spotkało się z oporem władz. W badaniach terenowych Goldberger zauważył, że pelagra nie występuje u osób odżywiających się lepiej, mimo kontaktu z chorymi. W szpitalach i sierocińcach dzieci karmione mlekiem były zdrowe, podobnie jak pensjonariusze Georgia State Sanitarium otrzymujący mleko. Ustąpienie pelagry po poprawie diety i jej powrót po ograniczeniu wsparcia potwierdziły jego hipotezę. W 1915 roku Goldberger przeprowadził eksperyment w Rankin Prison Farm w Missisipi, gdzie pelagra wcześniej nie występowała. Dwunastu więźniów poddano ośmiomiesięcznej diecie ubogiej w składniki odżywcze, u sześciu z nich rozwinęła się ciężka postać pelagry. Mimo jednoznacznych wyników, Goldberger nie przekonał zwolenników teorii zakaźnej. W kolejnym etapie sam oraz jego żona i współpracownicy przyjmowali krew i produkty biologiczne chorych (odchody, mocz, łuski skóry), nie rozwijając objawów choroby. Krytycy twierdzili jednak, że mogli być odporni na zakażenie.
W 1916 roku Russell Henry Chittenden i Frank Pell Underhill wywołali u psów niedożywienie jakościowe dietą opartą na krakersach, gotowanym groszku i oleju z nasion bawełny. Zwierzęta rozwijały objawy przypominające pelagrę, określane jako „czarny język”, występujący epidemicznie na terenach dotkniętych pelagrą. Sekcje wykazały zbieżność zmian z przypadkami ludzkimi. Podawanie drożdży poprawiało stan zdrowia psów, co wskazywało na obecność w nich substancji zapobiegającej chorobie. Od 1926 roku drożdże skutecznie stosowano u ludzi, zwłaszcza wśród ubogich. Również ekstrakty z wątroby prowadziły do szybkiego wyleczenia zarówno psów, jak i ludzi. Był to ostatni ważny wkład Josepha Goldbergera w badania nad pelagrą.
W 1937 roku Conrad Elvehjem i jego współpracownicy dowiedli, że „czarny język” u zwierząt wynika z niedoboru kwasu nikotynowego; jego podawanie powodowało szybkie ustąpienie objawów. Rok później Tom Spies skutecznie leczył pelagrę u ludzi kwasem nikotynowym, co potwierdziło, że choroba wynika z niedoboru niacyny. Poznanie jej źródeł umożliwiło skuteczną profilaktykę i wyjaśniło ograniczony zasięg geograficzny pelagry. W 1945 roku Willard Arthur Krehl, Lester Tepley i Elvehjem wykazali, że szczury syntetyzują niacynę z tryptofanu, a jego odpowiednia podaż zmniejsza zapotrzebowanie na niacynę w diecie. Potwierdzono także związek między dietą opartą na kukurydzy a niedoborem niacyny u zwierząt i ludzi – m.in. w badaniach Richarda Viltera z 1949 roku oraz Grace Goldsmith i Sama Singala. Ostatecznie wykazano, że prawidłowy metabolizm tryptofanu zależy od obecności witamin B6 i B2, a ich niedobór sprzyja pelagrze. Różnice w zachorowalności między płciami wyjaśniono działaniem estrogenów, które hamują przemianę tryptofanu do niacyny. Tym samym zakończono badania nad etiologią pelagry.

## Epidemiologia
Epidemie pelagry w Europie i Ameryce Północnej wiązały się historycznie z dietą opartą na kukurydzy, która zawiera niacynę w formie nieprzyswajalnej oraz niewiele tryptofanu. Biodostępność niacyny poprawia nikstamalizacja.
Kukurydzę uprawiano na terenach dzisiejszego Meksyku już około 7000 lat p.n.e. Była podstawą pożywienia i kultu religijnego Azteków i Majów, cenioną za łatwość uprawy, niskie wymagania glebowe, wysokie plony i trwałość. Po 1494 roku sprowadzono ją do Europy, gdzie pierwsze uprawy założono w Hiszpanii w 1498 roku. Wraz z innymi roślinami z Ameryki kukurydza szybko rozprzestrzeniła się na Półwyspie Iberyjskim, we Włoszech, reszcie Europy i w Afryce, stając się podstawą diety zwłaszcza najuboższych i wywołując tam pierwsze epidemie pelagry, którą nazywano chorobą „wiosenną” z powodu nasilania objawów wczesną wiosną, gdy w spichlerzach pozostawała głównie kukurydza z poprzednich zbiorów. Kukurydza dostarczała dużo energii, lecz mało białka, tryptofanu i przyswajalnej niacyny, co sprzyjało pelagrze. Podobne objawy występowały też u ludności żywiącej się sorgiem, np. w latach 50. XX wieku w Hyderabadzie.

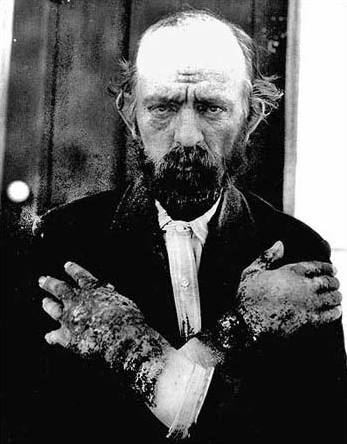
Mężczyzna z pelagrą i typowymi zmianami skórnymi

Pierwsza duża epidemia pelagry wystąpiła we Włoszech po 1740 roku, kiedy polenta zaczęła być robiona z kukurydzianej mąki. Choroba nasilała się każdej wiosny od 1771 roku. Pomimo ok. 100 tys. przypadków pod koniec XIX wieku, działania rządu były początkowo nieskuteczne. Dopiero po 1902 roku powołano komitet do walki z pelagrą, a I wojna światowa i dostęp do taniej pszenicy niemal ją wyeliminowały.
Znacząca epidemia pelagry miała miejsce na południu USA (1906–1940), z ok. 3 mln zachorowań i 100 tys. zgonów, głównie wśród zdrowych kobiet. Czynnikiem ryzyka było oczyszczanie kukurydzy z bogatych w składniki odżywcze zarodków oraz uboga dieta związana z uprawą bawełny i złą sytuacją ekonomiczną. Pierwszy przypadek zanotowano w 1902 roku w Georgii, a choroba prawdopodobnie występowała już w czasie wojny secesyjnej. Intensyfikacja badań i poprawa warunków gospodarczych zmniejszyły liczbę zachorowań po 1930 roku. W czasie II wojny światowej pelagra dotknęła więźniów brytyjskich w Azji oraz amerykańskich żołnierzy w japońskich obozach jenieckich na Filipinach. Choroba występowała u ok. 10% żołnierzy lądowych i 50% marynarzy. W kolejnych dekadach pojawiała się w Afryce i Azji, m.in. w Malawi, Nepalu i Angoli. Współcześnie pelagra występuje głównie w obozach uchodźców i na terenach konfliktów zbrojnych, zwłaszcza w Zachodniej i Wschodniej Afryce podczas pory głodowej.
W krajach wysoko rozwiniętych choroba ta występuje rzadko i dotyczy głównie osób z grup ryzyka. W krajach rozwijających się oraz na obszarach objętych konfliktami zbrojnymi pelagra nadal stanowi istotny problem zdrowotny, wynikający z niedoboru pełnowartościowej żywności.
W Polsce nie odnotowano epidemii pelagry, co przypisuje się wysokiemu spożyciu warzyw, zwłaszcza ziemniaków, które zastępowały kukurydzę jako źródło kalorii. Pojedyncze przypadki po wojnie nie miały charakteru epidemicznego.

## Kultura masowa
W 22 odcinku 2 sezonu serialu Dr House główny bohater leczy pacjentkę cierpiącą na pelagrę. Doznaje ona skurczów mięśni całego ciała, epizodów zaburzeń świadomości, słyszy głosy i dusi własne dziecko. W rzeczywistości chorzy na pelagrę są zwykle niegroźni i nie trzeba ich izolować od reszty społeczeństwa .